# 洛根圆环 (华盛顿哥伦比亚特区)
洛根圆环（Logan Circle）是美国华盛顿哥伦比亚特区西北区的一个交通环岛、社区和历史街区， 主要是住宅区，包含两个历史街区，列入国家史迹名录和历史地标。 佛蒙特大道，罗德岛大道，13街和P街在此交汇。 约翰·洛根少将的骑马雕像在其中心。这是市中心唯一的完全是住宅的圆环。

## 人口统计
| 调查年 | 人口   | 备注 | %±     |
| ------ | ------ | ---- | ------ |
| 1950   | 10,394 |      | —      |
| 1960   | 8,236  |      | −20.8% |
| 1970   | 6,953  |      | −15.6% |
| 1980   | 5,455  |      | −21.5% |
| 1990   | 6,452  |      | 18.3%  |
| 2000   | 7,278  |      | 12.8%  |
| 2010   | 7,976  |      | 9.6%   |

自1970年代以来洛根圆环的人口经历显着的增长，2010年的人口近8000人。